# Francie na Letních olympijských hrách 1988
Francii na Letních olympijských hrách v roce 1988 v jihokorejském Soulu reprezentovala výprava 266 sportovců (192 mužů a 74 žen) ve 23 sportech.

## Medailisté
| Medaile | Jméno                                                                          | Sport             | Soutěž                           |
| ------- | ------------------------------------------------------------------------------ | ----------------- | -------------------------------- |
| Zlato   | Pierre Durand ml.                                                              | Jezdectví         | Parkurové skákání - jednotlivci  |
| Zlato   | Frédérick Delpla Jean-Michel Henry Olivier Lenglet Philippe Riboud Éric Srecki | Šerm              | Družstvo mužů kord               |
| Zlato   | Jean-François Lamour                                                           | Šerm              | Muži šavle                       |
| Zlato   | Marc Alexandre                                                                 | Judo              | Muži do 71 kg                    |
| Zlato   | Nicolas Hénard Jean-Yves Le Déroff                                             | Jachting          | Muži třída Tornado               |
| Zlato   | Thierry Peponnet Luc Pillot                                                    | Jachting          | Muži třída 470                   |
| Stříbro | Laurent Boudouani                                                              | Box               | Muži váha lehká střední do 67 kg |
| Stříbro | Margit Otto-Crépinová                                                          | Jezdectví         | Drezura - jednotlivci            |
| Stříbro | Philippe Riboud                                                                | Šerm              | Muži kord                        |
| Stříbro | Nicolas Berthelot                                                              | Sportovní střelba | Muži 10 metrů vzduchová puška    |
| Bronz   | Bruno Marie-Rose Max Morinière Gilles Quénéhervé Daniel Sangouma               | Atletika          | Muži štafeta 4 × 100 m           |
| Bronz   | Joël Bettin Philippe Renaud                                                    | Kanoistika        | Muži C2 500 m                    |
| Bronz   | Hubert Bourdy Frédéric Cottier Pierre Durand Michel Robert                     | Jezdectví         | Parkurové skákání - družstvo     |
| Bronz   | Bruno Carabetta                                                                | Judo              | Muži do 65 kg                    |
| Bronz   | Stéphan Caron                                                                  | Plavání           | Muži 100 m volný způsob          |
| Bronz   | Catherine Plewinski                                                            | Plavání           | Ženy 100 m volný způsob          |